# Dominion Theatre

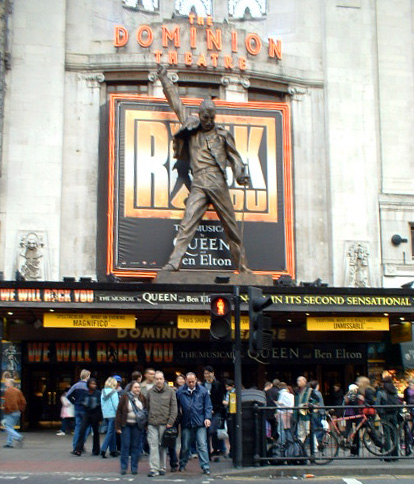
De façade van het Dominion Theatre

Het Dominion Theatre is een theaterzaal in het Londense West End, nabij Tottenham Court Road en het gelijknamige metrostation. 
Het theater is gebouwd in 1928–29 op basis van een ontwerp door W & TR Milburn. De constructie is van staal, met een façade van portlandsteen. Het interieur van de zaal is nog redelijk in de originele staat. Met name de verlichting en de decoratie in art-deco-stijl zijn oorspronkelijk. 
In het theater worden musicals opgevoerd, zoals Grease en sinds mei 2002 de musical We Will Rock You.
Het album Sprelllifandi van de IJslandse band Mezzoforte werd in dit theater opgenomen.
Ook de kerkdiensten van "Hillsong Central London" worden hier iedere zondag 4 maal gehouden.

## Speellijst
- Jackie Mason: Brand New!
- Grease
- Scrooge
- Disney's Beauty and the Beast
- Matthew Bourne's Swan Lake
- Tango Passion
- Notre-Dame de Paris
- We Will Rock You (sinds 14 mei 2002)